# Zara Maliorano
Zara Maliorano is een plaats en commune in het zuiden van Madagaskar, behorend tot het district Midongy, dat gelegen is in de regio Atsimo-Atsinanana. Tijdens een volkstelling in 2001 telde de plaats 4.316 inwoners.
In de commune liggen de volgende dorpjes:
- Ambodisahy
- Ankalatany
- Beharena
- Bevaho
- Mahabe, Zara
- Marovovo
- Mikaiky
- Sahanety
- Tsararano, Zara